# Henri Bois
Pour les articles homonymes, voir Bois (patronyme).
Charles Henri Édouard Émile Bois, né le 12 juillet 1862 à Montauban et mort le 11 septembre 1924 à Malons (Gard), est un théologien protestant français. Il est professeur à la faculté de théologie protestante de Montauban, puis à la faculté de théologie protestante de Montpellier dont il est doyen (1919-1924).

## Biographie
Il est le fils de Charles Bois, théologien et professeur de théologie à Montauban et d'Henriette Gardies-Molines. 
Il fait ses études secondaires au lycée de Montauban, et poursuit ses études à l'université, où il obtient une licence de lettres, puis un baccalauréat (1886) et une licence en théologie (1887). Il poursuit sa formation par un séjour d'études en Allemagne, puis des séjours en Angleterre et au pays de Galles. Il est nommé chargé de cours en philosophie à la faculté de Montauban. Il soutient en 1890 sa thèse de doctorat intitulée « Essai sur les origines de la philosophie judéo-alexandrine ». Il présente sa candidature comme professeur à Montauban et est nommé professeur titulaire des chaires de philosophie et de morale, de théologie pratique et de théologie systématique.
Il est d'orientation libérale sur le plan théologique. Dans sa lettre de candidature, diffusée auprès des consistoires de l'Église réformée de France, il se réfère à Charles Renouvier, Charles Secrétan et François Pillon. Dans une première partie de sa carrière, qui commence en 1890, Henri Bois entre en débat avec le théologien Auguste Sabatier, professeur à la faculté de théologie protestante de Paris et tenant de l'école symbolo-fidéiste, en développant son néocriticisme d'inspiration kantienne, un néokantisme faisant partie du courant néocriticiste français de Charles Renouvier et de François Pillon. Il tente ainsi de contribuer, par un tertium datur, au dépassement du clivage entre les deux courants majeurs au sein du protestantisme français de la fin du XIXe siècle, le courant libéral et le courant orthodoxe ou évangélique. Pour Sabatier, « le symbole est le seul langage qui convienne à la religion », puisque, « exprimer l'invisible et le spirituel par le sensible et le matériel, tel est le caractère principal et la fonction essentielle du symbole ». Bois propose, quant à lui, « un anthropomorphisme moral et religieux » de Dieu, qui repose sur une théorie de la connaissance symbolique suppositive comme chez Leibniz, puisque « tous nos jugements sur les êtres et les choses qui nous entourent, autrement dit la connaissance que nous en avons, reposent uniquement sur l'analogie conjecturée de la vie de ces êtres avec notre propre vie », à la différence que, dans la connaissance scientifique, seules nos sensations sont engagées, tandis que dans la théologie anthropomorphique, dans la connaissance religieuse de Dieu, « c’est notre entier… qui se saisit, s'explique, se concentre dans la foi en une puissance qui l'a fait tout ce qu'il est et avec laquelle il doit soutenir des rapports moraux et personnels ». Bois et Sabatier déplacent alors le débat au sein du protestantisme français de la fin du XIXe siècle vers des questions plus épistémologiques.
Henri Bois publie plusieurs ouvrages, notamment Le Réveil au Pays de Galles (1906), qui envisage le Réveil gallois de 1904-1905, La valeur de l'expérience religieuse (1906) et bien d'autres. Il organise chez lui à Malons des retraites pour les étudiants de la Fédération française des associations chrétiennes d'étudiants, et entretient de nombreuses correspondances de direction spirituelle. Il donne des cours sur des religions non chrétiennes (les religions de l'Inde, le Jaïnisme, le Bouddhisme) et prend le risque de rencontrer et d'entrer en dialogue avec des moines bouddhistes lors d'un voyage au Japon en 1906. Il reprend la notion de « subconscient » de la psychologie de Théodule Ribot , mais, en l'appliquant à l'expérience religieuse, il y introduit le rôle important des croyances comme langage.

## Publications
- De la certitude chrétienne. Essai sur la théologie de Frank, Montauban: Granié, 1887, 345 p.
- Adversaria critica: De priore Pauli ad Corinthios epistula, Toulouse-Erlangen: Chauvin-Deichert, 1887, 151 p.
- Essai sur les origines de la philosophie judéo-alexandrine, Paris: Fischbacher, 1890 (thèse de doctorat), 414 p.
- Le dogme grec, Paris: Fischbacher, 1893, 300 p.
- De la connaissance religieuse, Paris: Fischbacher, 1894, 366 p.
- La religion, la morale et la science, leur conflit dans l’éducation contemporaine d’après M. Buisson, Paris-Genève: Fischbacher-Jeheber, 1901, 97 p.
- Le sentiment religieux, Paris : Fischbacher, 1902, 64 p.
- La personne de Jésus et l'évangile de Jésus, d'après Harnack, Paris: Fischbacher, 1904, 86 p.
- Le Réveil au Pays de Galles, Toulouse: Société des publications morales et religieuses, 1905, 615 p.
- Quelques réflexions sur la psychologie des réveils, Paris: Fischbacher, 1906, 187 p.
- La morale sans Dieu (Conférence de Foi et Vie donnée le 4 mars 1906 à la Société d’encouragement pour l’industrie nationale), Paris: éditions de Foi et Vie, 1906, 46 p.
- La valeur de l’expérience religieuse, Paris: Nourry, 1908, 217 p.
- Kant et l'Allemagne, conférence donnée à la salle de la Société d'horticulture, à Paris, le 4 février 1916. Paris: Librairie protestante, 1916, 81 p.
- La philosophie de Calvin,  Paris: Librairie générale protestante, 1919, 109 p.
- La personne et l’œuvre de Jésus, [1906] 3e éd. Neuilly: La Cause, 1926, 269 p.
- Lettres de direction spirituelle, Neuilly : La Cause, 1931, 2 tomes, 247 et 218 p.

## Vie privée et descendance
Il épouse en 1889 Lucie Friedel (1867-1957), fille du chimiste et minéralogiste Charles Friedel et soeur du physicien Georges Friedel. Ils ont 6 enfants, dont Henriette Louise Bois (1892-1984) qui épouse le pasteur et professeur de théologie Jean-Daniel Benoît. 
Lorsque Charles Friedel est très malade d'un ulcère en 1899, il se rend chez son gendre Henri Bois et sa fille Lucie à Montauban, où il meurt le 20 avril,,